# 黑星紅白
黑星紅白（日语：／ Kuroboshi Kōhaku，1974年11月19日—），日本男性插畫家，於神奈川縣出生。也有使用另一筆名飯塚武史（日语：／ Iizuka Takeshi），主要用於電子遊戲人物設定。

## 作品一覽

### 小說插畫
- 奇諾之旅系列（作者：時雨澤惠一 電擊文庫／角川翼文庫（日语：角川つばさ文庫））
  - 學園奇諾系列（作者：時雨澤惠一 電擊文庫）
- 那片大陸上的故事系列
  - 艾莉森（作者：時雨澤惠一）
  - 莉莉亞&特雷茲（作者：時雨澤惠一）
  - 梅格&賽隆（作者：時雨澤惠一）
  - 那片大陸上的故事（作者：時雨澤惠一）
- （作者：秋田禎信）
- （作者：岡本賢一）
- （以飯塚武史名義）
- 〜A Book At Cafe〜（作者：時雨澤惠一 MediaWorks文庫）
- 〜A Book in A Bed〜（作者：時雨澤惠一 MediaWorks文庫）
- ～A Book without Answers～（作者：時雨澤惠一 MediaWorks文庫）
- 身為男高中生兼當紅輕小說作家的我，正被年紀比我小且從事聲優工作的女同學掐住脖子（作者：時雨澤惠一 MediaWorks文庫）
- 刀劍神域外傳Gun Gale Online（作者：時雨澤惠一 電擊文庫）

### 人物設計
- 召喚夜響曲系列（Banpresto／Flight Plan 以飯塚武史名義）
- （ATLUS 一部分登場人物，以飯塚武史名義）
- FELISTELLA（ATLUS 一部分登場人物，以飯塚武史名義）
- 甦醒神光 セイクリッド ブレイズ SACRED BLAZE（Flight Plan 以飯塚武史名義）
- 粉紅劇毒ポイズンピンクPoison Pink（ Banpresto一部分登場人物，以飯塚武史名義）
- 擴散性百萬亞瑟王（史克威爾艾尼克斯一部分登場人物，以黑星紅白名義）
- ハローキティといっしょ!（サンリオウェーブ一部分登場人物，以黑星紅白名義）
- 英雄*戦姫（天狐一部分登場人物，以黑星紅白名義）
- Fate/Grand Order（艾比蓋兒·威廉斯、葛飾北齋、楊貴妃、雅克·德·莫萊，以黑星紅白名義）
- 22/7（2018年 - ）（神木みかみ，以黑星紅白名義）[1]
- 碧藍航線 Crosswave（島風，以黑星紅白名義）

### 登場人物原案
- 天翔少女（男性登場人物原案）
- 死後文（作者：雨宮諒）
- One off
- 世界征服 謀略之星
- POP IN Q
- Princess Principal

### 動畫相關插圖
- 亞斯塔蘿黛的後宮玩具！（第1話過場插圖）
- 刀劍神域（第8話片尾插圖）
- 偽戀（第16話片尾插圖）
- 黑色子彈（第9話片尾插圖）

### 插圖
- 秋櫻之空廣播劇CD（第2期插圖）
- 水瓶戰記（卡插圖）
- Monster Collection （卡插圖）

### 畫集
- KUROBOSHI KOUHAKU the Beautiful World（2003年3月、MediaWorks、ISBN 4840222967）
- （2005年12月、集英社、ISBN 4088737598）
- 世界征服 ~謀略之星~ 黒星紅白設定畫集（2014年2月、一迅社、ISBN 4758013691）
- 黒星紅白画集 noir（2015年4月、KADOKAWA/ASCII MEDIA WORKS、ISBN 4048691465）
- 黒星紅白画集 rouge（2015年6月、KADOKAWA/ASCII MEDIA WORKS、ISBN 4048691473）
- 黒星紅白画集 blanc（2021年1月、KADOKAWA、ISBN 4049133318）

### 虛擬YouTuber
- IIV所屬 Amenosei（アメノセイ，2018年7月14日出道）
- hololiveEN所屬 一伊那爾栖（Ninomae Ina'nis／，2020年9月13日出道）